# بلوواتر ایکرز (نیومکزیکو)
بلوواتر ایکرز، نیو مکزیکو (به انگلیسی: Bluewater Acres) یک منطقهٔ مسکونی در ایالات متحده آمریکا است که در نیومکزیکو واقع شده‌است. بلوواتر ایکرز ۸٫۱ کیلومتر مربع مساحت و ۲۰۶ نفر جمعیت دارد و ۲٬۲۷۸٫۴۱ متر بالاتر از سطح دریا واقع شده‌است.